# Лазарев, Михаил Петрович (1881)
Михаи́л Петро́вич Ла́зарев (1881—1941) — полковник Кавалергардского полка, герой Первой мировой войны.

## Биография
Православный. Из дворян Казанской губернии. Сын сенатора, члена Государственного совета Петра Михайловича Лазарева и жены его Елизаветы Феликсовны Сумароковой-Эльстон. Внук известного мореплавателя Михаила Петровича Лазарева.
Окончив курс в Александровском лицее, 31 августа 1902 года поступил на службу в Кавалергардский полк. В следующем году выдержал офицерский экзамен и 3 октября 1903 года был произведен корнетом. В 1907 году был произведен поручиком, а в 1911 году — штабс-ротмистром.
В Первую мировую войну вступил со своим полком. Был пожалован Георгиевским оружием
За то, что, командуя в бою 6-го августа эскадроном, лавой быстро налетел на неприятеля, дошел шагов на пятьдесят до батареи, вел себя поразительно храбро, выяснением расположения противника способствовал успеху.
Был произведен в ротмистры. Командовал эскадроном Кавалергардского полка. 7 апреля 1917 года произведен в полковники.
В эмиграции в США. Жил в Чикаго. Умер в 1941 году. Похоронен на русском кладбище Кокад в Ницце.

## Награды
- Орден Святого Станислава 3-й ст.;
- Орден Святой Анны 3-й ст.;
- Георгиевское оружие (ВП 13.10.1914);
- Орден Святого Станислава 2-й ст. с мечами (ВП 09.11.1914).